# Rhamphomyia curvipes
Rhamphomyia curvipes är en tvåvingeart som beskrevs av Daniel William Coquillett 1904. Rhamphomyia curvipes ingår i släktet Rhamphomyia och familjen dansflugor. Inga underarter finns listade i Catalogue of Life.